# الکساندر بارکوف
الکساندر بارکوف (روسی: Александр Александрович Барков؛ زادهٔ ۲ سپتامبر ۱۹۹۵) بازیکن هاکی روی یخ اهل فنلاند است.